# Dynomene guamensis
Dynomene guamensis is een krabbensoort uit de familie van de Dynomenidae. De wetenschappelijke naam van de soort is voor het eerst geldig gepubliceerd in 2001 door McLay.